# Півенштейн Борис Абрамович
Борис Абрамович Півенштейн (6 лютого 1909, Одеса, Херсонська губернія, Російська імперія — 16 травня 1944, концентраційний табір Штуттгоф) — радянський льотчик, гвардії підполковник. За участь в порятунку екіпажу і пасажирів пароплава «Челюскін» в 1934 році був нагороджений орденом Червоної Зірки. Його розповіді про цю епопею публікувалися в колективних збірниках і окремими книжками.
Під час німецько-радянської війни командував штурмовим авіаційним полком і ескадрильєю. У небі над Донбасом 27 квітня 1943 року літак гвардії підполковника Б. А. Півенштейна був збитий; льотчик і стрілець-радист потрапили в німецький полон. Згідно із свідоцтвом очевидця, був страчений у 1944 році.
У повоєнний період слідчі органи МДБ висунули версію, що попри єврейське походження, Півенштейн не був розстріляний одразу. Згідно з матеріалами кримінальної справи МДБ СРСР, у концтаборі його нібито помітив діяч РОА Мальцев і «залучив до допоміжних робіт», що дозволило йому пережити війну. У 1945 році нібито опинився на території американської зони окупації, не був виданий до Радянського Союзу і проживав до червня 1951 року у Вісбадені. Потім нібито емігрував до США. Про подальшу долю Півенштейна справа відомостей не містила. За думкою російського історика І. Петрова, органи МДБ переплутали його з А. Півенштейном.
У 1952 році Півенштейн був заочно засуджений за те, що в полоні нібито перейшов на бік противника і став одним з найактивніших співробітників пункту обробки розвідувальних даних «Схід» (нім. Auswertestelle Ost). Попри це, його друзі наполягали на його невинності, а його ім'я згадувалося на меморіальній дошці загиблих.
У 1968 р., Цуркан Ю. П. опубліковал книгу «Остатне коло пекла» i розповів про знаходження Півенштейна у таборі Штуттгоф, підтвердів його загибель 16 травня 1944 року. Донька Ю. Цуркана — Ванда Цуркан — в 2016 р знайшла в архіві табору Штуттгоф папери гестапо стосовно Півенштейна..

## Біографія

### До війни
Народився в Одесі в бідній сім'ї. Закінчив школу-завод єврейської робітничої молоді та авіаційне училище. Військову службу він проходив в 40-ї ескадрильї ім. Леніна, яка була переведена на Далекий Схід. У лютому 1934 року на чолі зведеної ланки групи М. П. Каманіна Півенштейн був залучений до порятунку експедиції челюскінців.
Коли літак командира експедиції Каманіна зламався, Борис Півенштейн з механіком пошкодженого каманінського літака Р-5 залишилися в містечку Валькальтен для ремонту. У збірнику «Легенди і міфи вітчизняної авіації» (редактор-упорядник А. А. Дьомін. Випуск 4. — М., 2012) є глава, присвячена забутим сторінкам челюскінської епопеї, де докладно розповідається про конкретні деталі цих подій. Півенштейну вдалося добути і привезти на собачих упряжках через сотню кілометрів 170 кілограмів бензину, залитого в чотири моржових міхура і дві бляшані банки. Механік Анісімов тим часом пристосовував дерев'яний «протез» до пошкодженому літака Каманіна. 10 квітня 1934 року Півенштейн з Анісімовим прилетіли в Бухту Провидіння. При посадці обмотаний мотузками «протез» не зламався, за три дні літак полагодили, але завірюха не дозволяла летіти далі. Коли завірюха ущухла, по радіо повідомили, що всі челюскінці врятовані. Проте, як зазвичай, Півенштейн не зневірився і здійснював непрості перельоти, перевозячи врятованих челюскінців до пароплава. Він переправив на своєму літаку 22 людини.
За ці заслуги 20 квітня 1934 року Бориса Півенштейна нагородили орденом Червоної Зірки. У військовій формі з орденом на грудях його зобразив відомий художник Георгій Верейський.
Продовжуючи літати в Арктиці, Півенштейн, як секретар парткому загону, у складі екіпажу Бориса Чухновського брав активну участь у пошуках зниклого (1937) літака Сигізмунда Леваневського, одного з перших Героїв Радянського Союзу.
Після переведення Півенштейна з Далекого Сходу на службу в Московський військовий округ йому надали квартиру в «Будинку уряду», документи комендатури якого свідчать, що (1939—1941 роки) Борис Абрамович Півенштейн мешкав разом з дружиною Катериною Тарасівною (нар. 1908) і двома дітьми в квартирі № 354. У той час глава сім'ї навчався у Військово-повітряній академії ім. Жуковського.

### Під час радянсько-німецької війни і пізніше
У серпні 1941 року Борис Півенштейн у званні підполковника був призначений спочатку командиром 503-го штурмового ордена Кутузова авіаційного полку, а потім командиром 3-ї ескадрильї 74-го гвардійського штурмового авіаполку. Літаками полку були штурмовики Іл-2, яки були щойно введені в експлуатацію. Доробляти їх доводилося на ходу, до вересня 1941 року в цьому полку від двадцяти штурмовиків залишилося тільки п'ять справних і один пошкоджений. Згідно з недавно розсекреченою довідкою Центрального бюро обліку втрат Червоної Армії від 12 липня 1943 року, гвардії підполковник Борис Півенштейн під час боїв у Донбасі не повернувся з бойового завдання 27 квітня 1943 року. Льотчик Б. А. Півенштейн і стрілець-радист А. М. Круглов потрапили в полон недалеко від Краматорська в селі Плавне Сталінської області.
На сайті музею «Будинок на набережній» Півенштейн Б. А. зазначений у списку учасників радянсько-німецької війни як загиблий (п), а його вдова Півенштейн Катерина Тарасівна, яка працювала кур'єром Інституту історії мистецтв АН СРСР, згадана на сайті музею в переліку репресованих. Крім того, є відомості про проживання Катерини Півенштейн під час війни за двома різними адресами в Ташкенті.

### Звинувачення у зраді
У повоєнний час органи МДБ порушили проти Б. Півенштейна кримінальну справу по звинуваченню у зраді.
В матеріалах судового провадження по справі Б. А. Півенштейна, до 1950 року його вважали зниклим безвісти, але радянські органи держбезпеки встановили, що до червня 1951 року підполковник Півенштейн проживав на території американської зони окупації Німеччини в місті Вісбадені, виконував обов'язки секретаря Вісбаденського еміграційного комітету і старости храму, а потім виїхав до Америки. Військова колегія 4 квітня 1952 року заочно засудила Б. А. Півенштейна за ст. 58-1 п. «б» і 58-6 ч. 1 КК РРФСР до розстрілу з конфіскацією майна та позбавленням військового звання. За оцінкою А. А. Дьоміна, цю справу було сфабриковано.
Згідно зі справою, підполковник Б. А. Півенштейн був одним з найактивніших співробітників пункту обробки розвідувальних даних «Схід» (Auswertestelle Ost, AWSt./Ost), до завдань якого входило опитування полонених льотчиків, оперативна обробка отриманих відомостей, а також аналіз політико-морального стану опитуваних. Пункт обробки розвідувальних даних «Схід» структурно підпорядковувався штабу люфтваффе (Oberkommando der Luftwaffe) і був створений зусиллями підполковника Г. Холтерса і колишнього полковника ВПС Червоної армії В. І. Мальцева.
В архіві ЦАМО (фонд 58, опис 18001, справа 236, лист 248) підтверджуються дані про те, що Півенштейн на початку війни командував 503 шап, а потім був командиром 3-ї ланки в 74-му гшап. 27 квітня 1943 року він не повернувся з бойового завдання над територією Донбасу. Літак Іл-2 був збитий і здійснив вимушену посадку на території супротивника. Півенштейн був поранений, пошкоджене око, пошкоджена нога, намагався застрелитися. У 1944 році за сприяння учасника «власівського» руху генерал-майора і командувача Військово-повітряними силами Комітету визволення народів Росії В. І. Мальцева підполковник Б. А. Півенштейн з концтабору в Хаммельбурзі був переведений спочатку в Сувалки, а потім в Морицфельде під Інстербургом, де функціонував AWSt./Ost.
У 1997 р. Півенштейн був реабілітований, однак прокуратура РФ не сповістила про це його родичів. На думку російського історика І. Петрова, причиною звинувачення було те, що його переплутали з А. Півенштейном.

## Оповідання Бориса Півенштейна
До війни Борис Півенштейн встиг завоювати популярність ще й як льотчик, цікаво розповідає про пережиті події. Видавництва «Молода гвардія», «Правда», «Дальгиз» публікували його прозу.
У книзі «Як ми рятували челюскінців» Борис Півенштейн був автором однієї з глав під назвою «У хуртовину». Коли почалася непроглядна заметіль, дев'ять льотчиків, десять чукчів і двадцять шість собак з цуценятами рятувалися від неї в одній яранзі. Щоб зберегти бадьорий настрій і спілкуватися, Борис завів словничок російсько-чукотських слів і був дуже здивований, дізнавшись, що у чукчів не було виразу «прати білизну». Вони дали зрозуміти, що ці слова їм не потрібні, замість білизни вони носять хутряний одяг хутром всередину.